# اودو مارکوارد
اودو مارکوارد (انگلیسی: Odo Marquard; ۲۶ فوریهٔ ۱۹۲۸ – ۹ مهٔ ۲۰۱۵) نویسنده، فیلسوف، استاد دانشگاه در دانشگاه گیسن اهل آلمان بود.